# Maury Povich

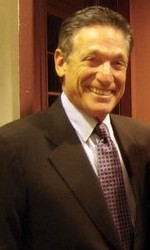
Maury Povich

Maurice „Maury“ Richard Povich (* 17. Januar 1939 in Washington, D.C.) ist ein US-amerikanischer Talkshow-Moderator.

## Leben
Povich moderiert die Talkshow Maury, die The Jerry Springer Show ähnelt, jedoch ohne die dort häufigen Handgreiflichkeiten. Beliebt sind Themen wie Vaterschafts- und Lügendetektortest, Enthüllungen von „schockierenden Geheimnissen“, Gewichtsverlust und Menschen mit Behinderung. Die Show lebt vor allem durch das Anschreien und Ausrasten der Gäste, die sich bis aufs heftigste beschimpfen und im Studio zusammenbrechen. Er ist mit der Nachrichtensprecherin Connie Chung verheiratet. Vom 7. Januar bis zum 17. Juni 2006 moderierte er mit Chung eine wöchentliche Nachrichtensendung auf MSNBC mit dem Titel Weekends with Maury and Connie. 2010 hatte er einen Gastauftritt in der Sitcom How I Met Your Mother.